# Doraemon: Nobita và ba chàng hiệp sĩ mộng mơ
Doraemon: Nobita và ba chàng hiệp sĩ mộng mơ (ドラえもん のび太と夢幻三剣士 (Nobita - Mộng ảo tam kiếm sĩ) Doraemon Nobita to mugensankenshi) là bộ phim hoạt hình Doraemon thứ 15 được ra mắt tại Nhật Bản. Phim của đạo diễn Shibayama Tsutomu. Tập truyện được tác giả Fujiko F. Fujio đăng trên tạp chí CoroCoro Comic từ tháng 9 năm 1993 đến tháng 3 năm 1994. Tác phẩm lấy cảm hứng từ tiểu thuyết Ba chàng lính ngự lâm của Alexandre Dumas. Phim được công chiếu ở Nhật vào ngày 15 tháng 3 1994. Phim được phát hành tại một số quốc gia trên thế giới: tại Hồng Kông phim được trình chiếu vào ngày 29 tháng 12 năm 1994 và tại Ấn Độ được phát sóng trên truyền hình vào ngày23 tháng 3 năm 2013. Tại Việt Nam, phim từng được TVM Corp. mua bản quyền và phát sóng trên kênh HTV3 lần đầu vào ngày 28 tháng 6 năm 2013. Tại Nhật Bản phim được phát hành dưới dạng băng VHS và DVD bởi Toho còn tại Việt Nam phim được Công ty điện ảnh Thành phố Hồ Chí Minh phát hành trong định dạng VCD.
Ca khúc gốc mở đầu phim là "Doraemon no Uta" (ドラえもんのうた, dịch nghĩa Bài hát về Doraemon) do Yamano Satoko trình bày, lồng trong phim là "Yume no Hito" (夢の人, dịch nghĩa Người trong mộng) do Takeda Tetsuya và Ichiza trình bày và kết thúc là "Sekai wa GUU-CHOKKI-PAA" (世界はグー・チョキ・パー, dịch nghĩa Thế giới là trò oẳn tù tì) do Takeda Tetsuya và Ichiza trình bày. Ca khúc tiếng Việt mở đầu là "Doraemon" do Huyền Chi trình bày và kết thúc
là "Thế giới trẻ thơ" do Huyền Chi, Ngọc Châu và Tiến Đạt trình bày.
Phim đạt giải bạc tại Giải doanh thu vàng (Golden Gross Award) lần thứ 12 với doanh thu 1.33 tỉ Yên. Thể loại: hành động, phiêu lưu, hài hước, tưởng tượng.

## Nội dung

Bìa truyện Nobita và ba chàng hiệp sĩ mộng mơ

Đây là 1 câu chuyện dài khá li kì và cũng có thể coi là đặc biệt vì Jaian và Suneo không theo 3 người còn lại đến cuối câu chuyện như mọi khi...
Câu chuyện được bắt đầu bằng giấc mơ làm hiệp sĩ của Nobita và cũng chính vì mải mơ mộng nên sáng hôm sau cậu đã bị muộn học. Và rồi vào 1 buổi sáng sớm tới trường Nobita nhớ ra là cậu chưa làm bài tập nên đã chạy lên ngọn núi sau trường để hoàn thành nốt nhưng Nobita không thể nào làm được. Rồi 1 ông lão xuất hiện với bộ mặt giống một con vẹt, ông ta cho Nobita ăn trái trí tuệ để cậu có thể làm xong được bài tập của mình. Sau khi ăn xong Nobita đã nhanh chóng làm xong bài tập, cậu quay lại cảm ơn ông lão nhưng rồi cậu chợt nhận ra mình đang nằm mơ... Nhưng kì lạ ở chỗ giấc mơ đã thành sự thật, Nobita đã làm xong hết bài tập và được thầy giáo tuyên dương trước lớp. Chiều hôm đó cô bạn Shizuka muốn nhờ Nobita giảng hộ bài tập trên lớp, Nobita vui vẻ nhận lời nhưng khi cầm quyển sách cậu chợt nhận ra rằng hình như cậu đã hết thông minh. Trên đường trở về Nobita lại gặp ông lão và hỏi xin trái trí tuệ và rồi được ông lão nói rằng chỉ có đến thế giới của "Ba chàng hiệp sĩ mộng mơ" mới có trái trí tuệ cho cậu... Nobita băn khoăn không biết thế giới đó ở đâu thì khi về nhà lại nghe thấy Doraemon nhắc tới. Thì ra đó là thế giới trong một cuộn băng giấc mơ. Nobita đòi Doraemon đặt mua cuộn băng đó cho bằng được.
Nobita bước vào cuộc phiêu lưu với thân phận là người hầu cho hiệp sĩ "Sunemis" và sau đó nhờ may mắn đã qua mặt được "Jaithos" và Sunemis để trở thành hiệp sĩ Mũ bạc "Nobitanian". Rồi cậu gặp "Shizukaru" - thực ra là công chúa "Shizukaria" giả trai trốn ra khỏi hoàng cung. Nhóm bạn tiếp tục phiêu lưu tới khe núi rồng, tại đây Nobitanian đã cắt được râu rồng nhưng cậu lại không muốn giết nó. Để đền ơn, con rồng đã cho "Doraemon" - Shizukaria - Nobitanian xuống tắm suối nước nóng có pha mồ hôi rồng, ai tắm sẽ được hưởng 1 lần hồi sinh trong đời. Rồi nhóm bạn lại vượt qua con sóng đại hồng thủy hiểm trở để đến được thành trì vương quốc. Tại đây, nhóm bạn đã tiêu diệt được lão Nhện Độc của quỷ vương cứu thành Andel khỏi hiểm trở. Và rồi, đại tướng Nhện độc của quỷ vương cũng bị tiêu diệt. Toriho, trước là ông lão mặt vẹt hôm trước, vốn là con vẹt cưng của quỷ vương, đã cướp được túi thần kì của Doraemon... 
Bữa tiệc đêm đó, trong lúc mọi người đang ăn thì bố Nobita tắt nguồn máy giấc mơ. Lo việc sử dụng máy làm ảnh hưởng tới sức khỏe, Doraemon đành phải trả lại cỗ máy cho thế kỉ 22 nhưng họ không tới kịp. Trong lúc hoang mang, bỗng Shizuku, người dẫn đường kiện cáo họ về việc tự tiện trốn thoát khỏi giấc mơ. Doraemon lúc đó mới biết mình đã bị mất túi thần. Shizukaru - là nhân vật trong mơ của Shizuka cũng tham gia câu chuyện. Nhưng không có nhân vật trong mơ của Jaian và Suneo đến cuối truyện. Shizukaru phát hiện cái túi thần kì bị cướp và phóng to thanh kiếm bạc của Nobitanian, nhờ thế mà chàng đã giết được quỷ vương Odorome...
Vương quốc Yumimure trở lại hòa bình, Shizukaria trở lại hoàng cung với thân phận công chúa, Nobitanian trở thành phò mã nhưng chưa kịp thấy mặt công chúa thì người bán hàng ở thế kỉ 22 đã lấy lại máy giấc mơ. Doraemon, Nobita và Shizuka trải qua một giấc mơ êm đềm.

## Sản xuất

### Nhà sản xuất
Bộ phim là sản phẩm của:
- Hãng hoạt hình Shinei (Shinei Animation).
- Nhà xuất bản Shogakukan.
- Hãng truyền hình Asahi.

### Phân vai
| Nhân vật                              | Diễn viên lồng tiếng | Diễn viên lồng tiếng  |
| Nhân vật                              | Nhật Bản             | Việt Nam              |
| ------------------------------------- | -------------------- | --------------------- |
| Doraemon Doramon Doraion (Dora Sư tử) | Ōyama Nobuyo         | Nguyễn Thụy Thùy Tiên |
| Nobita Nobitanian                     | Ohara Noriko         | Nguyễn Anh Tuấn       |
| Shizuka Shizukaria Shizuku Shizukaru  | Nomura Michiko       | Trương Ngọc Châu      |
| Jaian Jaithos                         | Tatekabe Kazuya      | Lâm Quốc Tín          |
| Suneo Sunemis                         | Kimotsuki Kaneta     | Thái Minh Vũ          |
| Quốc vương Thầy giáo                  | Tanaka Ryouichi      | Hồ Chơn Nhơn          |
| Odorome                               | Kayumi Iemasa        | Tất My Ly             |
| Jumbos                                | Gouri Daisuke        | Nguyễn Trí Luân       |
| Toriho                                | Tamura Kinto         | Ngô Minh Triết        |
| Tướng quân nhện độc                   | Yara Yūsaku          | Đặng Hạnh Phúc        |
| Rồng đất                              | Ishimaru Hiroya      | Văn Tài               |
| Mẹ Shizuka                            | Matsubara Masako     | Võ Huyền Chi          |
| Mẹ Nobita                             | Chijimatsu Sachiko   | Nguyễn Vũ Minh Chuyên |
| Gấu ba                                | Kamiyama Takuzou     | Trần Vũ               |
| Gấu con                               |                      | Lưu Ái Phương         |
| Tiếng nói của hộp kho báu             | Kurumiya Ryoko       | Trần Hoàng Sơn        |
| Người dẫn chuyện                      | Akimoto Hitsujikai   | Lê Trường Tân         |